# August Weberbauer
August Weberbauer (* 26. November 1871 in Breslau; † 16. Januar 1948 in Lima, Peru) war ein deutscher Biologe und Pionier der Erforschung der Pflanzenwelt Perus und der Anden. An der Universidad Nacional Mayor de San Marcos in Lima hatte er zehn Jahre lang den Lehrstuhl für pharmazeutische Botanik inne. Sein offizielles botanisches Autorenkürzel lautet „Weberb.“  

## Akademische Karriere
Weberbauer wurde am 26. November 1871 als Sohn des Mykologen Otto Weberbauer (1846–1881) und dessen Ehefrau Antonia Weberbauer, geb. Adamczyk, in Breslau geboren. Nach seinem Abitur am Gymnasium in Glatz im Jahr 1890 studierte er Naturwissenschaften mit dem Hauptfach Biologie an verschiedenen deutschen Universitäten (Breslau, Berlin und Heidelberg) und promovierte 1894 in Berlin. 1898 habilitierte er sich in Breslau. Während seines Studiums wurde er Mitglied beim VDSt Breslau und beim Verein Deutscher Studenten Berlin.

## Tätigkeit in Peru und Kamerun
Von 1901 bis 1905 bereiste er erstmals Peru und erkundete die dortige Pflanzenwelt. Seine gesammelten Pflanzen sandte er zur Bearbeitung und Bestimmung an das Königliche Museum in Dahlem bei Berlin. Nach zwei Jahren (1906 und 1907) als Direktor des botanischen Gartens in Victoria, Deutsch-Kamerun übernahm Weberbauer 1908 die Leitung des zoologischen Gartens und des botanischen Gartens in Lima, Peru. 1914 gab er diese Tätigkeit auf, um ungebundener und intensiver in Peru forschen zu können.
Nachdem er zwischenzeitlich als Angestellter einer Minengesellschaft in der Provinz Huaura, sowie als Lehrer an der Knabenschule „Instituto de Lima“ und der deutschen Schule   Lima gearbeitet hatte, erhielt er 1922 einen Lehrstuhl für pharmazeutische Botanik an der Universidad Nacional Mayor de San Marcos in Lima. Den Lehrstuhl hatte er bis 1932 inne. Bis zu seinem Tod am 16. Januar 1948 war Weberbauer Leiter des botanischen Seminars an der Universidad Mayor de San Marcos.

## Erforschung der Pflanzenwelt Perus
Während seiner Lehrtätigkeit und auch danach unternahm Weberbauer mehrere Reisen zur Erforschung der Pflanzenwelt der Anden (Peru, Bolivien, Chile und Argentinien). Finanzielle Unterstützung erhielt er dafür unter anderem durch das Field Museum of Natural History.

## Werke (Auszug)
Neben seinem 1911 veröffentlichten Hauptwerk Die Pflanzenwelt der peruanischen Anden in ihren Grundzügen, welches 1945 in einer spanischsprachigen, erweiterten Ausgabe („El mundo vegetal de los Andes peruanos“) erschien, hat Weberbauer eine Vielzahl weiterer Werke veröffentlicht, die sich überwiegend mit der Vegetation der Anden befassen. Zu seinen weiteren Werken gehört u. a.:
- Anatomische und biologische Studien über die Vegetation der Hochanden Perus. 1905
- Grundzüge von Klima und Pflanzenverteilung in den peruanische Aden. 1906
- Weitere Mitteilungen über Vegetation und Klima der Hochanden Perus. 1907
- Die Pflanzenwelt der peruanischen Anden in ihren Grundzügen dargestellt. 1911
- Pflanzengeographische Studien im südlichen Peru. 1912
- Die Pflanzendecke Nordperus im Departamento Tumbez und angrenzenden Teilen des  Departamento  Piura.  In:  Botanische  Jahrbücher  für  Systematik, Pflanzengeschichte und Pflanzengeographie. Leipzig, Berlin 1929.
- Untersuchungen über Temperaturverhältnisse des Bodens im hochandinen Gebiet Perus und ihre Bedeutung für das Pflanzenleben. In: Botanische Jahrbücher für Systematik, Pflanzengeschichte und Pflanzengeographie. Leipzig, Berlin 1929
- Über die Polsterpflanze Pycnophyllum aristatum und die Polsterpflanzen im Allgemeinen. 1931
- La influencia de cambios climáticos y geológicos sobre la flora de la costa peruana. 1939
- Principios de clasificación aplicables a las formaciones vegetales del Perú. 1942

## Auszeichnungen
- Im Jahr 1948 erhielt Weberbauer den Orden El Sol del Perú, eine Auszeichnung, die von der peruanischen Regierung für besondere Leistungen in Peru vergeben wird.
- Curt Backeberg benannte die Gattung Weberbauerocereus aus der Familie der Kakteengewächse nach Weberbauer. Auch die Pflanzengattungen Weberbauera Gilg & Muschl. aus der Familie der Kreuzblütler (Brassicaceae) und Weberbauerella Ulbr. aus der Familie der Hülsenfrüchtler (Fabaceae) sind nach ihm benannt.[2]